# Cornale (Pradalunga)
Cornale [koɾˈnaːle] (Cornàl [koɾˈnal] in dialetto bergamasco) è l'unica frazione di Pradalunga in provincia di Bergamo.

## Geografia fisica

### Territorio
Il territorio di Cornale è situato sulla sinistra orografica della val Seriana, ed occupa la porzione meridionale del comune di Pradalunga.
Confina con il comune di Nembro, da cui è diviso dal torrente Vallogna a sud e dal corso del fiume Serio ad ovest; a nord è invece il colle Bastia che segna la divisione con il capoluogo Pradalunga.
Ad est le propaggini del monte Misma formano la cosiddetta Val di Coler, che si estende dalla cascina Spersiglio (ad un'altezza di circa 600 m s.l.m.) per proseguire in località Pradale, segnando la divisione con il comune di Cenate Sopra, continuando lungo il crinale che funge da spartiacque con Scanzorosciate.
L'espansione edilizia verificatasi nel corso del XX secolo ha portato l'antico nucleo abitativo, originariamente completamente staccato da quello del capoluogo, a fondersi con esso lungo la strada provinciale, portando la popolazione a sfiorare le 1750 unità, a fronte delle 498 censite nel 1901, un tempo raggruppate in poche contrade (Manenti, Castellana, Gaverini, Spersiglio e Gritti).

## Monumenti e luoghi d'interesse

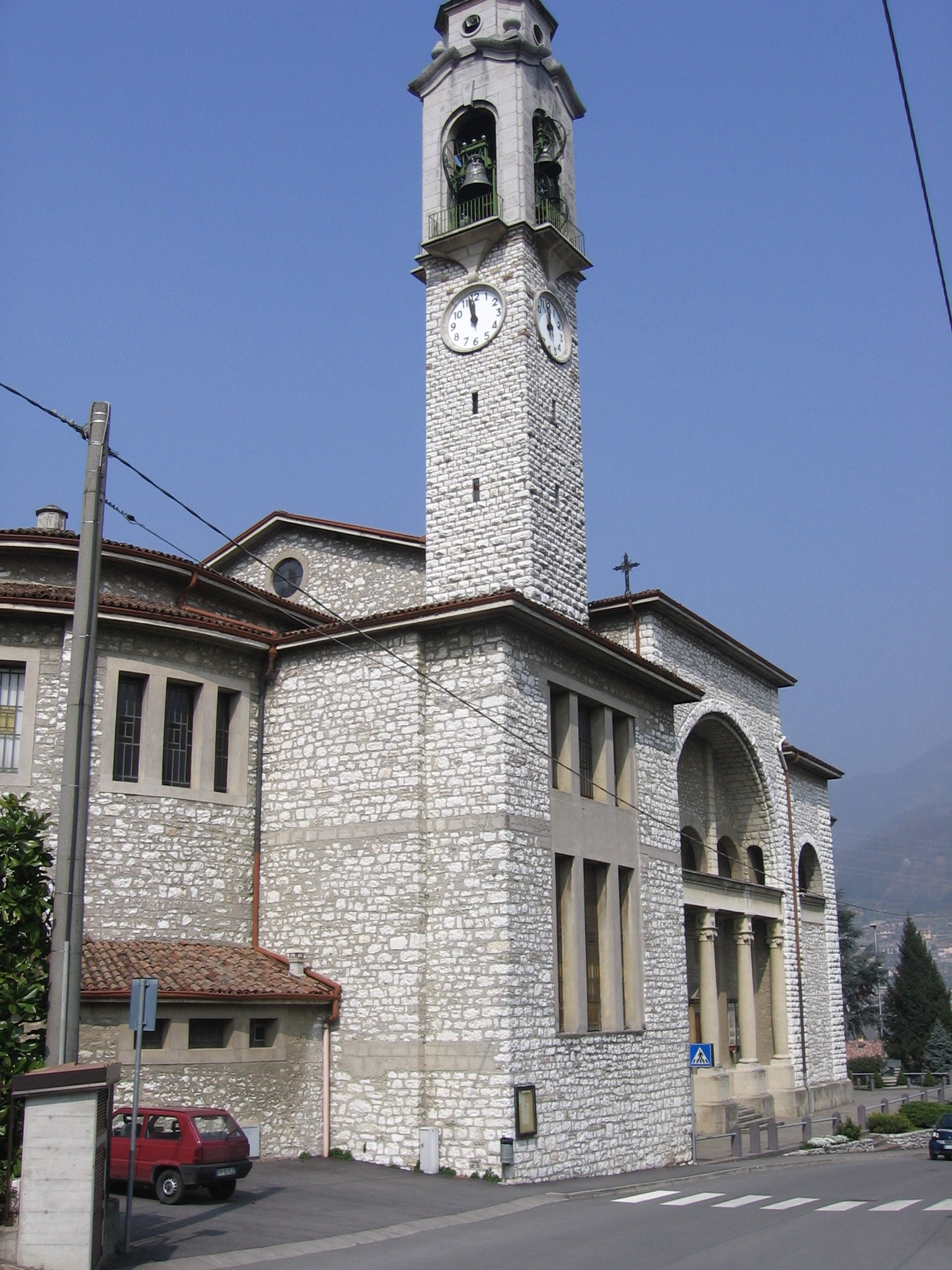
Chiesa parrocchiale di Santa Lucia

Le alture attorno a Cornale presentano un contesto naturalistico molto suggestivo: numerosi sono infatti gli itinerari che gli abitanti sono soliti a frequentare.
Il più frequentato è quello che reca in località Spersiglio, dove è presente una caratteristica fattoria da cui si può accedere alle distese erbose di Pradale, prati che formano una grande terrazza naturale che sovrasta la zona collinare di Scanzorosciate, e che permette una visuale mozzafiato sia sulla valle che sulla pianura, nonostante la ridotta altitudine.
Da qui partono numerosi itinerari che raggiungono la Val di Coler e la Cà del Vescov (antica residenza di Carlo Maria Gritti Morlacchi, vescovo di Bergamo dal 1831 al 1852), la Valle delle Prugne e la Chiesa di Santa Maria del Misma.
Quest'ultima, nonostante si trovi in territorio di Cenate Sopra, ha ricoperto un ruolo importante nelle tradizioni cornalesi. Gli abitanti infatti vi si recavano in pellegrinaggio come ringraziamento per la fine della peste del 1630: tutti gli anni la seconda domenica di maggio si svolgeva una processione, tradizione soppressa nel 1932.
Sul territorio sono presenti anche altri edifici religiosi: su tutti spicca la chiesa parrocchiale di Santa Lucia. Edificata tra il 1931 ed il 1936 e completata nel 1956 su progetto di Dante Fornoni, custodisce opere di buon pregio, tra cui spiccano le tavole di Enea Salmeggia detto il Talpino.
Nella parte alta del paese si trova inoltre la vecchia parrocchiale, un tempo dedicata a Santa Lucia, e intitolata a San Fermo: questa venne costruita nel 1615, ristrutturata nel 1750 su progetto di Giovan Battista Caniana ed ulteriormente ingrandita nel 1897.
Infine si può trovare il vecchio oratorio campestre di San Fermo, situato nell'omonima via, poi sconsacrato ed adibito ad abitazione privata, risalente all'inizio del XVI secolo.

## Storia

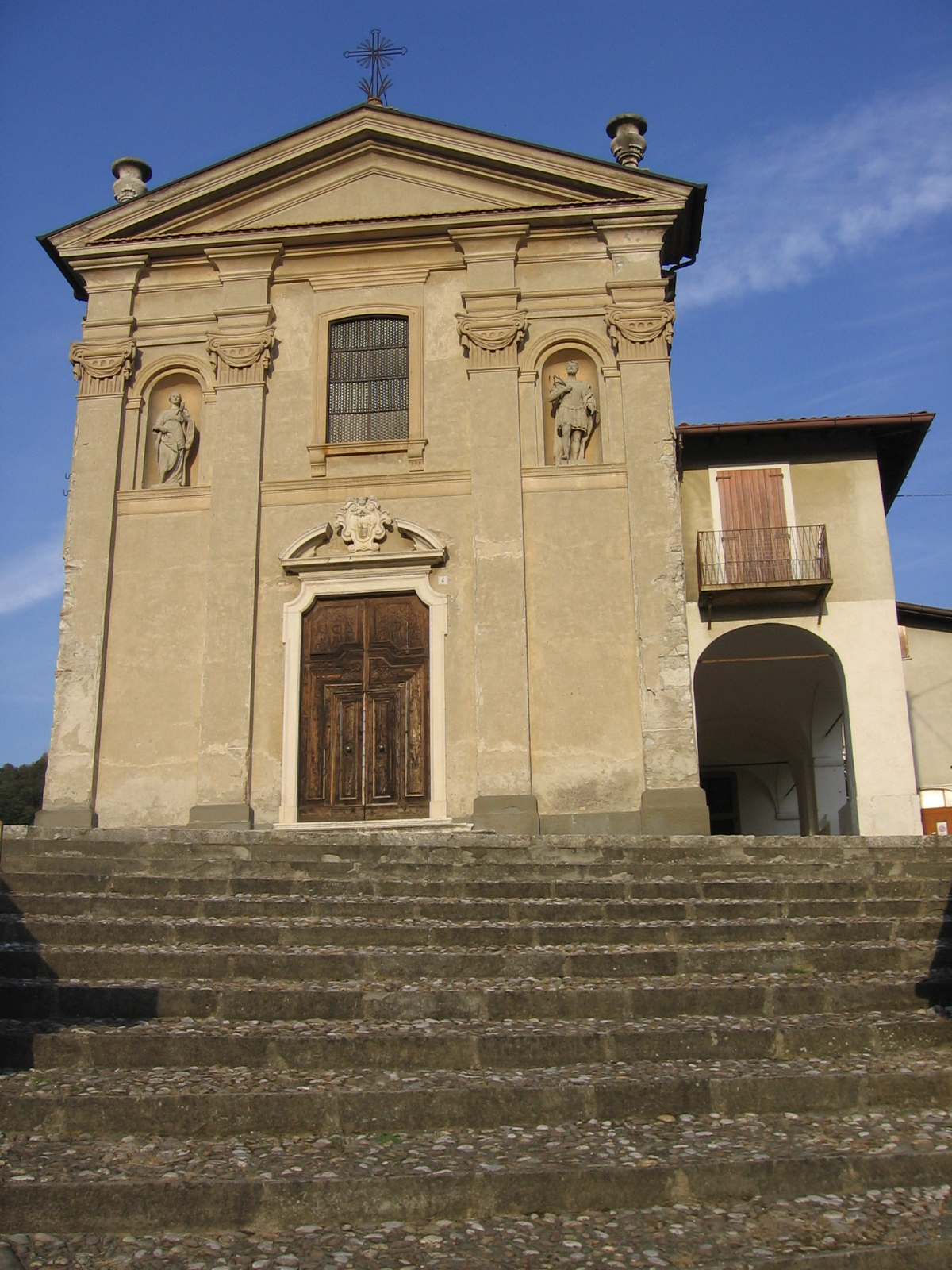
chiesa vecchia di San Fermo

L'origine etimologica del paese deriva dal corniolo, frutto molto diffuso sul territorio già nei secoli scorsi.
Fin dall'epoca medievale le vicende del piccolo borgo furono strettamente legate a quelle del comune di Nembro, a cui Cornale rimase legato fino al termine del XVI secolo. Risale infatti al 12 giugno 1594 l'atto che sancisce l'autonomia amministrativa di Cornale, seguita dall'elevazione a parrocchia il 1º febbraio 1615. Le cronache del tempo ci rivelano una forte scontrosità e litigiosità degli abitanti, motivo per il quale persino l'arciprete di Nembro ebbe a compiacersi della separazione di parrocchiani così turbolenti.
Dopo poco più di due secoli di vita, il comune di Cornale venne soppresso. Era il 1802 quando la napoleonica Repubblica Cisalpina lo aggregò a Pradalunga, mentre nel 1811 venne nuovamente accorpato a Nembro, unitamente a Pradalunga stesso. Con l'avvento del regno Lombardo-Veneto, nel 1816, i confini assunsero il nuovo aspetto con la creazione del comune di Pradalunga con Cornale, poi semplificato in Pradalunga, con Cornale relegato a ruolo di frazione.
A indicare le origini umili della contrada il detto: I patàm de Cornal i fa dò feste a l'an: öna de sít e öna de fam.